# Gamla Biskopshuset

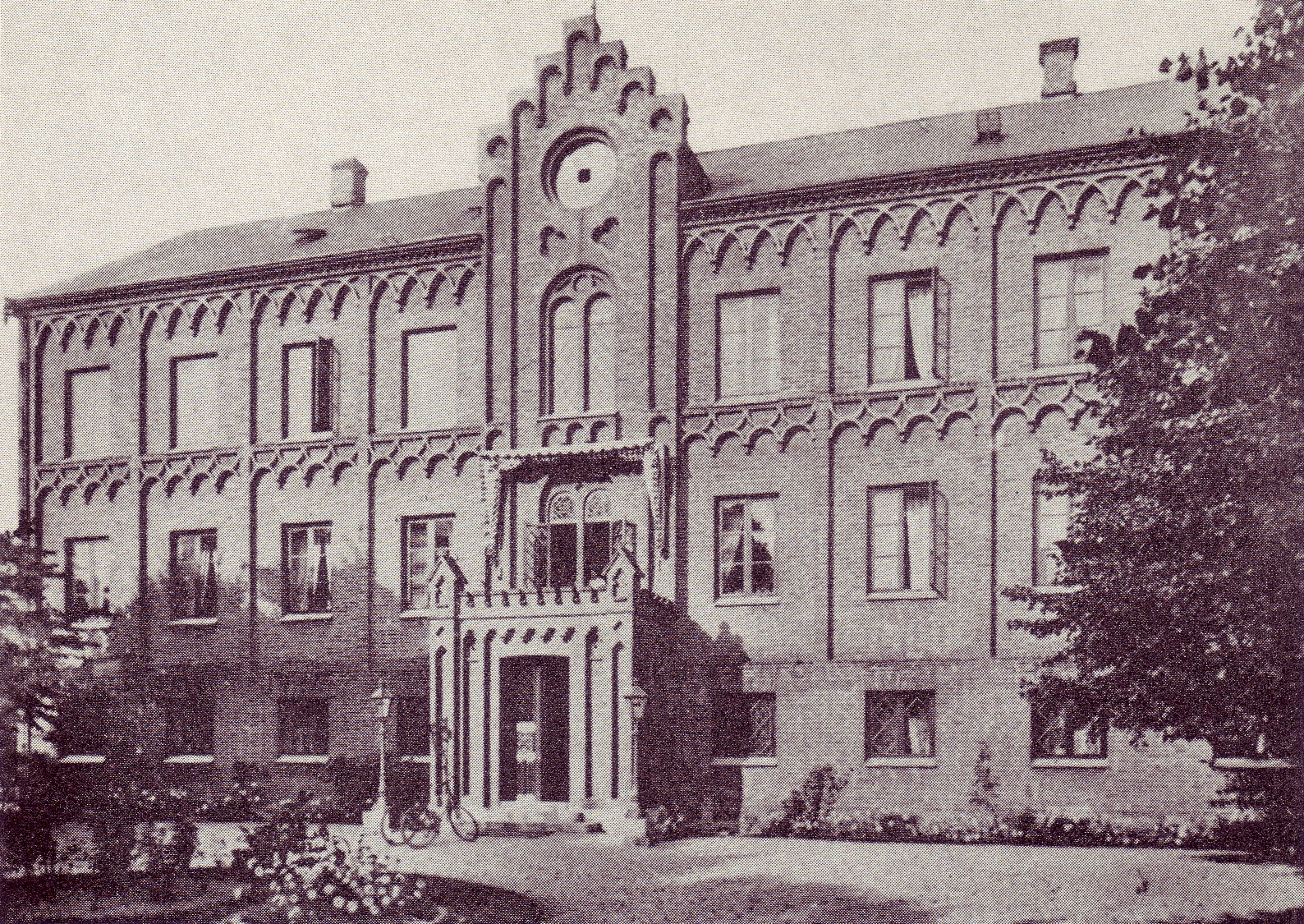
Biskopshuset 1901

Gamla Biskopshuset är en representations- och konferensbyggnad i Lund.
Efter det att Lunds universitet 1841 hade fått byggnadsanslag, uppfördes 1842–1845 ett institutionshus vid dåvarande Vallgatan för att inrymma institutionerna för zoologi, fysik och kemi. Tanken var ursprungligen att bygga det nya huset vid Paradisgatan, men universitetet köpte i stället den så kallade Söderbergska lyckan av sämskmakare J. Söderberg, vilken låg omedelbart norr om stadsvallen. Den nya byggnaden ritades av Carl Georg Brunius, som vid denna tidpunkt också var universitetets rektor, och uppfördes i medeltidsromantisk stil i rött tegel.
Efter några år ansåg universitetet att byggnaden var för liten och bytte 1849 hus med Lunds stift. Universitetet övertog det tidigare biskopsresidenset, numera Historiska museet vid Krafts torg och institutionshuset blev det nya biskopsresidenset. Carl Georg Brunius gjorde en anpassning av byggnaden till sitt nya ändamål, så att kök och ekonomiutrymmen inrättades i sockelvåningen, medan bostadsdelen med 21 rum förlades till mellanvåningen och delar av övervåningen. Högst upp inreddes i övrigt representationslokaler. I husets fanns sammanlagt 15 kakelugnar. År 1855 uppfördes en lång ekonomibyggnad längs den nordöstra tomtgränsen med bland annat brygghus, bakugn, drängkammare, stall, avträden och gödselstad. Gårdshuset är byggt i  rött tegel med ett valmat sadeltak. 
Henrik Reuterdahl var den förste biskopen som 1855 flyttade in, efterträdd året därpå av Johan Henrik Thomander, som lät inreda en festsal på tredje våningen. I denna gjordes ett kassettak 1898–1899 med dekorationsmålningar av Svante Thulin. Huset renoverades 1925-1927 efter ritningar av Theodor Wåhlin.
På 1990-talet ansågs biskopsresidenset för stort och Lunds universitet köpte fastigheten 1994. Per-Olov Ahrén blev den siste biskopen som bodde där, fram till 1993. Efter ombyggnad används Gamla Biskopshuset numera som representations- och konferenslokaler för universitetet.
I Gamla Biskopshuset inryms en del av universitetets tavelsamling. En av de målningar som finns i Gamla Biskopshuset är ett porträtt av medicinprofessorn Eberhard Rosén-Rosenblad, som målats av Martin David Roth.